# Pelagia panopyra
Pelagia panopyra är en manetart som beskrevs av Péron och Charles Alexandre Lesueur 1810. Pelagia panopyra ingår i släktet Pelagia och familjen Pelagiidae. Inga underarter finns listade i Catalogue of Life.